# District historique de Sunrise
Pour les articles homonymes, voir Sunrise.
Le district historique de Sunrise – Sunrise Historic District en anglais – est un district historique américain à Sunrise, dans le comté de Pierce, dans l'État de Washington. Protégé au sein du parc national du mont Rainier, cet ensemble architectural est inscrit au Registre national des lieux historiques depuis le 13 mars 1991. Il comprend notamment la Sunrise Comfort Station, le Sunrise Lodge, la Sunrise Service Station et le Sunrise Visitor Center, tous construits dans le style rustique du National Park Service à l'exception du lodge.